# Райча (гміна)
Гміна Райча (пол. Gmina Rajcza) — сільська гміна у південній Польщі. Належить до Живецького повіту Сілезького воєводства.
Станом на 31 грудня 2011 у гміні проживало 9174 особи.

## Територія
Згідно з даними за 2007 рік площа гміни становила 131.17 км², у тому числі:
- орні землі: 28.00%
- ліси: 59.00%

Таким чином, площа гміни становить 12.61% площі повіту.

## Населення
Станом на 31 грудня 2011:
| Опис     | Загалом | Загалом | Чоловіки | Чоловіки | Жінки | Жінки |
| -------- | ------- | ------- | -------- | -------- | ----- | ----- |
| одиниця  | осіб    | %       | осіб     | %        | осіб  | %     |
| все      | 9174    | 100     | 4471     | 48.74    | 4703  | 51.26 |
| міське   | 0       | 100     | 0        |          | 0     |       |
| сільське | 9174    | 100     | 4471     | 48.74    | 4703  | 51.26 |

## Сусідні гміни
Гміна Райча межує з такими гмінами: Істебна, Мілювка, Уйсоли.